# Fátima (telefilme)
Fátima é um telefilme luso-italiano de 1997 dirigido por Fabrizio Costa e estrelado pelos atores Joaquim de Almeida, Catarina Furtado, Diogo Infante, entre outros. O filme foi coproduzido pela RTP e a Lux Vide (empresa de cinema e televisão italiana).

## Sinopse
O romance entre Margarida (Catarina Furtado) e Dário (Diogo Infante), que estava prestes a acabar, tem um novo rumo depois dos acontecimentos históricos das Aparições de Fátima.

## Ligação externa
- IMDB